# Grupo Imber
Grupo Imber es una constructora y comercializadora de bienes inmuebles de lujo del occidente de México. Cuenta con un amplio volumen de obra en Guadalajara, Puerto Vallarta, Puerto Peñasco y otros lugares vacacionales de México. Jegal es la compañía constructora propiamente del grupo que cuenta con desarrollos a nivel México y Estados Unidos. El grupo empezó a operar en 1975. La constructora realiza sus ventas de forma directa y ofrece adicionalmente servicios de asesoría inmobiliaría.

## Proyectos
En el área metropolitana de Guadalajara, México el grupo Imber ha construido diversos desarrollos de condominios de lujo con servicios adicionales en áreas comunes como jardines, alberca, gimnasio, centro de negocios, etc.

### Realizados
Entre los más importantes ya construidos se encuentran:
- En Providencia (Guadalajara), residencial: Torre Petrus, Elite Providencia,  Torre Nautilus Torre Murano, Torre Cobalto.
- En Zapopan (área de puerta de hierro, residencial):  Torre de Hierro, Torre Titanium, Torre ICON23 (oficinas)
- Torre Cobalto Nuevo Vallarta, en Nuevo Vallarta, Nayarit. (Residencial de Playa)

### En desarrollo
- La Tranquila. Desarrollo vacacional de lujo en Litibú, Punta Mita, Nayarit
- Tribeca. Desarrollo Vertical en Pablo Neruda cerca del Estadio Tres de Marzo